# Glyptopetalum reticulinerve
Glyptopetalum reticulinerve là một loài thực vật có hoa trong họ Dây gối. Loài này được C.Y.Wu ex G.S.Fan & Y.J.Xu mô tả khoa học đầu tiên năm 2007.